# Oliver Berg
Oliver Berg (Gjøvik, 28 agosto 1993) è un calciatore norvegese, centrocampista o attaccante del Malmö FF.

## Carriera

### Club

#### Raufoss
Berg ha firmato per il Raufoss, proveniente dal Gjøvik-Lyn, formazione per cui aveva giocato a livello giovanile. È rimasto in squadra per un quinquennio, in cui la squadra ha militato sempre nella 2. divisjon, terzo livello del campionato norvegese. Ha lasciato la squadra al termine dell'annata 2014.

#### Odd
Il 7 settembre 2014, l'Odd ha comunicato sul proprio sito internet l'ingaggio di Berg, che ha firmato un contratto triennale che sarebbe stato valido a partire dal 1º gennaio 2015. Ha esordito nell'Eliteserien in data 12 aprile 2015, subentrando a Fredrik Nordkvelle nella vittoria casalinga per 2-0 contro lo Stabæk. Il 22 aprile ha segnato la prima rete in squadra, nella vittoria per 0-13 sul campo dello Skotfoss, in una sfida valida per il primo turno del Norgesmesterskapet. Il 2 luglio ha esordito nelle competizioni europee per club, giocando da titolare nella vittoria per 0-3 sul campo dello Sheriff Tiraspol, primo turno di qualificazione all'Europa League 2015-2016. Nel corso degli spareggi dello stesso torneo, ha siglato una rete nella sconfitta per 7-2 sul campo del Borussia Dortmund, scontro che ha sancito l'eliminazione della sua squadra.

#### Svezia
Il 18 dicembre 2017, gli svedesi del Dalkurd – neopromossi per la prima volta in Allsvenskan – hanno reso noto l'ingaggio di Berg, che si è legato al club con un contratto biennale: il trasferimento sarebbe stato valido a partire dal 1º gennaio 2018. Nell'agosto 2018, poco oltre la metà del campionato, Berg ha lasciato il Dalkurd che stava vivendo una stagione travagliata, per trasferirsi al GIF Sundsvall anch'esso militante nel massimo campionato svedese.
L'11 gennaio 2021 è passato ufficialmente al Kalmar. A fine stagione è risultato essere il miglior marcatore stagionale della squadra, con 12 reti segnate in 30 gare di campionato. Ciò è accaduto anche nel campionato seguente, quando i gol all'attivo sono stati 9 in 29 presenze.
Nel novembre 2022 è stato ceduto, con un trasferimento valido a partire dal successivo mese di gennaio, ai vice campioni di Svezia del Djurgården con cui ha firmato un contratto quadriennale. Questa parentesi tuttavia si è rivelata piuttosto breve poiché, già nel mezzo di una stagione non particolarmente positiva, il giocatore ha espresso la volontà di lasciare il club, che lo ha così ceduto. La sua militanza con gli stoccolmesi si è dunque chiusa con un bilancio di 3 gol (tutti su rigore) e 5 assist in 19 partite di campionato.
Il 21 agosto 2023, a campionato in corso, Berg è stato infatti acquistato a titolo definitivo dal Malmö FF e si è così ricongiunto con Henrik Rydström, il suo vecchio tecnico ai tempi del Kalmar.

## Statistiche

### Presenze e reti nei club
Statistiche aggiornate al 2 gennaio 2018.
| Stagione       | Club           | Campionato     | Campionato | Campionato | Coppe nazionali | Coppe nazionali | Coppe nazionali | Coppe continentali | Coppe continentali | Coppe continentali | Supercoppe | Supercoppe | Supercoppe | Totale | Totale |
| Stagione       | Club           | Comp           | Pres       | Reti       | Comp            | Pres            | Reti            | Comp               | Pres               | Reti               | Comp       | Pres       | Reti       | Pres   | Reti   |
| -------------- | -------------- | -------------- | ---------- | ---------- | --------------- | --------------- | --------------- | ------------------ | ------------------ | ------------------ | ---------- | ---------- | ---------- | ------ | ------ |
| 2010           | Raufoss        | 2D             | ?          | ?          | CN              | ?               | ?               | -                  | -                  | -                  | -          | -          | -          | ?      | ?      |
| 2011           | Raufoss        | 2D             | ?          | ?          | CN              | ?               | ?               | -                  | -                  | -                  | -          | -          | -          | ?      | ?      |
| 2012           | Raufoss        | 2D             | 24         | 8          | CN              | 3               | 2               | -                  | -                  | -                  | -          | -          | -          | 27     | 10     |
| 2013           | Raufoss        | 2D             | 22         | 15         | CN              | 2               | 0               | -                  | -                  | -                  | -          | -          | -          | 24     | 15     |
| 2014           | Raufoss        | 2D             | 19         | 5          | CN              | 0               | 0               | -                  | -                  | -                  | -          | -          | -          | 19     | 5      |
| Totale Raufoss | Totale Raufoss | Totale Raufoss | 65+        | 28+        |                 | 5+              | 2+              |                    | -                  | -                  |            | -          | -          | 70+    | 30+    |
| 2015           | Odd            | ES             | 19         | 0          | CN              | 4               | 2               | UEL                | 7                  | 1                  | -          | -          | -          | 30     | 3      |
| 2016           | Odd            | ES             | 23         | 0          | CN              | 4               | 2               | UEL                | 4                  | 1                  | -          | -          | -          | 31     | 3      |
| 2017           | Odd            | ES             | 25         | 1          | CN              | 3               | 5               | UEL                | 3                  | 0                  | -          | -          | -          | 31     | 6      |
| Totale Odd     | Totale Odd     | Totale Odd     | 67         | 1          |                 | 11              | 9               |                    | 14                 | 2                  |            | -          | -          | 92     | 12     |
| 2018           | Dalkurd        | A              | 0          | 0          | CS              | 0               | 0               | -                  | -                  | -                  | -          | -          | -          | 0      | 0      |
| Totale         | Totale         | Totale         | 132+       | 29+        |                 | 16+             | 11+             |                    | 14                 | 2                  |            | -          | -          | 162+   | 42+    |

## Palmarès

### Club

#### Competizioni nazionali
- Campionato svedese: 2

Malmö: 2023, 2024
- Coppa di Svezia: 1

Malmö: 2023-2024